# Paskutiškiai
Paskutiškiai ist ein Ort mit 5 Einwohnern (Stand 2011) im Amtsbezirk Užusaliai der Rajongemeinde Jonava, 3 km von Užusaliai, 6 km von Dumsiai, südwestlich der Mittelstadt Jonava im Bezirk Kaunas in Litauen. Das Dorf ist seit 2009 das Zentrum des gleichnamigen Unteramtsbezirks mit 98 Einwohnern (2001). Dem Unteramtsbezirk gehören vier Dörfer an: Paskutiškiai, Šafarka, Būdos II und Būdos III. 

## Geschichte
Ab dem 18. Jahrhundert lebten hier Altorthodoxe. Anfang des 20. Jahrhunderts gehörte das Dorf Paskutiškiai zur Wolost Užusaliai. 1903 lebten hier 174 Altgläubige. Sie gehörten zur Pfarrei Rimkai. 1908 gründeten die Pomoren eine eigene Pfarrgemeinde (russ. Паскутишкская община). 1909 baute man eine Kirche und richtete einen Friedhof ein. Im Ersten Weltkrieg wurde diese Kirche abgebrannt. 1920 baute man eine neue hölzerne Erscheinung-des-Herrn-Kirche (mit dem Jahresfest am 19. August). 1937 gehörten zur Pfarrgemeinde 1030 und 1949 sogar 1200 Altgläubige. 1970 wurde die orthodoxe Kirche abgebrannt. 
2001 lebten hier nur noch 21 Einwohner.